# Søren Kam
Søren Kam (ur. 2 listopada 1921 w Kopenhadze, zm. 23 marca 2015 w Kempten) – duński oficer SS, Obersturmführer, odpowiedzialny za stworzenie listy pięciuset duńskich Żydów przeznaczonych do wywiezienia do obozu Theresienstadt. Odznaczony Krzyżem Rycerskim.
W 1943 roku został oskarżony wraz z dwoma innymi mężczyznami o zabicie dziennikarza Henrika Clemmensena w Kopenhadze. Dziennikarz miał opublikować krytyczny wobec nazizmu artykuł. Następnego dnia był martwy.
Po wojnie w 1956 roku uzyskał obywatelstwo niemieckie. Zdaniem duńskich mediów władze Bawarii, gdzie osiadł, wielokrotnie odmawiały jego ekstradycji. Zatrzymano go w 2006 roku w Bawarii. Jednak władze zdecydowały o jego zwolnieniu argumentując, że nie ma wystarczających dowodów na jego zbrodnie.